# Petro Mikolajovics Lizanec
Petro Mikolajovics Lizanec (ukrán betűkkel: Петро Миколайович Лизанець; Beregforrás, 1930. július 2.) magyar forrásokban gyakran Lizanec Péter ruszin–ukrán nyelvész, egyetemi tanár, az Ungvári Nemzeti Egyetem Magyar nyelvi tanszékének tanszékvezetője, az egyetem Humán- és Természettudományi Magyar Kara dékánja. Kutatási területe a kárpátaljai magyar és ukrán nyelvjárások, a magyar és ukrán nyelvi kapcsolatok.

## Élete

### Tanulmányai
Kárpátalján, a Szolyvai járásban fekvő Beregforrás (Izvor, később Rodnikivka) faluban született. Apja favágó volt. 1936-ban kezdte el tanulmányait szülőfaluja elemi iskolájában. 1936 decemberében a család átköltözött a mai Beregszászi járás területén lévő egyik munkástelepre, így Peto Lizanec ott fejezte be elemi iskolai tanulmányait. 1941-től 1944-ig Munkácson járt polgári iskolába, majd 1944-ben a beregszászi gimnázium második osztályában iratkozott be. Gimnáziumi tanulmányait 1948-ban fejezte be. Még abban az évben felvették az Ungvári Állami Egyetem (ma: Ungvári Nemzeti Egyetem) nyelvi karának ukrán nyelvi szakára. Egyetemi tanulmányait 1953-ban fejezte be.

### Oktatói és tudományos munkássága
1953-tól 1956-ig az Ungvári Állami Egyetem Ukrán nyelvi tanszékének aspiránsa, majd oktatója volt. Kandidátusi disszertációját 1959-ben védte meg a lvivi Ivan Franko Egyetemen, melyet a Nagyszőlősi járás tiszántúli része ukrán nyelvjárásai témakörben készített. 1966-ban kinevezték az Ungvári Állami Egyetem Magyar nyelvi tanszékének vezetőjévé, mely posztot azóta is betölti. 1971-ben szerzett doktori fokozatot. A szintén a lvivi egyetemen megvédett doktori disszertációját a kárpátaljai ukrán nyelvjárások magyar nyelvi befolyásai és az ukrán–magyar nyelvi kapcsolatok témakörében írt. Doktori disszertációját bővített formában 1970–1976 között három kötetben könyv formájában is kiadták, az ukrán–magyar nyelvi kapcsolatok témakörében napjainkban is alapműnek számít.
1977–1984 között az egyetem Filológiai Karának dékáni tisztségét is betöltötte.
1988-ban Petro Lizanec aktív közreműködésével megalapították az Ungvári Állami Egyetem mellett működő Hungarológiai Központot, melynek igazgatójává nevezték ki, ezt a posztot azóta is betölti.
Tudományos munkásságának egyik jelentős eredménye a kárpátaljai magyar nyelvjárások atlasza, melyet 1992–2003 között állított össze és jelentetett meg három kötetben. Szerkesztőként fontos szerepet játszott a 2000-es évek elején kiadott magyar–ukrán és ukrán–magyar szótárak létrejöttében.
1993-ban kezdeményezésére alakult meg a Kárpátaljai Magyar Tudományos Társaság, melynek tagjai minden hónap első szerdáján gyűlnek össze és aktuális tudományos kérdéseket vitatnak meg.
Jelentős szerepe volt az Ungvári Nemzeti Egyetem 2008 szeptemberében megnyílt Humán- és Természettudományi Magyar Karának megszervezésében, melynek létrejötte óta dékánja.

## Kitüntetései
- a Magyar Nyelvtudományi Társaság Csűry Bálint-emlékérme (1986)
- Pro Cultura Hungarica érem és emléklap (1988)
- A Magyar Köztársasági Érdemrend lovagkeresztje (2005)